# Federico Forlai
Federico Forlai (Bologna, 5 aprile 1985) è un giocatore di football americano italiano, che gioca nel ruolo di safety nei Warriors Bologna e nella Nazionale italiana.
Scopre il football americano a 18 anni negli Stati Uniti, quando si trasferisce un anno nel Montana per il diploma.
Quando torna a Bologna inizia a giocare con i Warriors, con i quali vince nel 2006 uno Young Bowl under 21. Gioca una stagione under 23 nei Doves, perché i Warriors non avevano una squadra in quella categoria.
Nel 2007 debutta in Serie A, torna ai Warriors, dove resta fino al 2008, quando sceglie i Giants Bolzano per la sua prima avventura fuori casa nel campionato di serie A.
Quello stesso anno i Giants arrivano al Super Bowl, ma ne escono sconfitti. Nel 2009, sempre con i Giants vince il Super Bowl. Dal 2010 ritorna ai Warriors, che si giocano il Super Bowl nel 2011, uscendone sconfitti. Rimane alla squadra bolognese fino al 2014, torna fra le file dei Giants nel 2015 e 2016. Nel 2017 gioca nei Rhinos Milano, mentre nel biennio 2018-2019 torna ai Giants. Dopo l'anno di stop per la pandemia Covid-19, nel 2021 ritorna ai Warriors Bologna.
Con la Nazionale Italiana ha vinto la medaglia d’argento all'Europeo B 2013 e quella d'oro all'Europeo A 2021.

## Palmarès
- 1 Europeo tackle (2021)
- 1 Superbowl italiano (2009)
- 1 Young Bowl (2006)